# Roc Teixó (Olià)
El Roc Teixó (conegut popularment com La Tuta) és una muntanya que està al costat del poble d'Olià. A causa d'aquesta muntanya els habitants d'Olià gaudeixen de menys hores de sol a l'hivern. Aquesta muntanya està plena d'arbres, com ara pins i freixes.

## La Tuta (cova)
La Tuta és una antiga cova situada a la muntanya del Roc Teixó. Antigament, els infants d'Olià, anaven a la cova a jugar. Aquesta cova és una petita cavitat de la muntanya. Actualment és il·localitzable, ha desaparegut i segurament està tapada.

## Pla de Nas
El Pla de Nas és una plana que dona nom al poble Nas. Està situada al capdamunt del Serrat de Nas i delimita amb el Roc Teixó pel nord, els Camps de Cortariu pel sud, el Serrat de la Pau (Teixerà) per l'est i el Clot de Ridolaina per l'oest.

## Serrat de Nas
El Serrat de Nas és una muntanya rocosa localitzada prop del poble de Nas (Bellver de Cerdanya).
La seva altitud és d'uns 1225 m aproximadament. Al nord d'aquesta muntanya hi ha el poble de Nas i al peu es forma el poble d'Olià. Consecutivament, hi ha la muntanya del Roc Teixó per la dreta i el Pla de Nas per darrere. La carretera de Nas puja rodejant la muntanya, i al cim es troba un mirador situat a l'entrada de Nas, des del qual s'aprecien unes increïbles vistes de gran part de la Cerdanya.
Entre els arbres que s'hi poden trobar destaquen pins i freixes. 

### Relació entre el Roc Teixó i el Serrat de Nas
El Roc Teixó i el Serrat de Nas són muntanyes consecutives. Aquestes dues muntanyes són les més properes i importants de la zona.

## Mirador de Nas
El Mirador de Nas és un mirador situat al terme de Nas municipi de Bellver de Cerdanya. És troba a 1225 m d'alçada, a l'entrada de poble Nas, al marge dret de la carretera de Nas, des del qual s'aprecien unes increïbles vistes de la plana de la Cerdanya, la Serra del Cadí i el conjunt de cims que tanquen la comarca pel nord. Es catalogat com un dels millors i més extraordinaris miradors de la comarca.